# Tron (Computerspiel)
Tron ist ein von Midway Games produziertes und 1982 veröffentlichtes Arcade-Spiel. Es basiert auf dem Spielfilm Tron und setzt sich aus vier unterschiedlichen Spielvarianten zusammen, die insgesamt zwölfmal mit steigender Schwierigkeit iteriert werden. Das Spiel erhielt eine Auszeichnung als „Münzspiel des Jahres“ (englisch ‚Coin-Operated Game of the Year‘) durch das US-amerikanische Magazin Electronic Games. Das Spiel war in Bezug auf seine Einnahmen erfolgreicher als die Kino-Veröffentlichung des originalen Films.
Der Nachfolger in den Spielhallen war 1983 Discs of Tron. Im Januar 2008 wurde Tron für Xbox Live Arcade wiederveröffentlicht.

## Spielmodi

### Grid Bugs
Der Spieler betrachtet die Spielfigur aus der Vogelperspektive und muss sich einen Weg durch die „grid bugs“, spinnenartige, sich spontan vervielfachende Wesen, bahnen. Dabei muss er eine Berührung mit den bugs vermeiden, indem die Spielfigur die bugs mit einer Schusswaffe vernichtet. Ziel ist es, in das Zentrum eines Turms zu gelangen.
Die grid bugs stammen aus einer kurzen Szene des Films.

### MCP Cone
Wie bei grid bugs betrachtet der Spieler das Geschehen aus der Vogelperspektive. Der „MCP cone“ (englisch cone, zu dt. „Konus“ oder „Kegel“), bewegt sich rotierend vom oberen Bildschirmrand auf die Spielerfigur zu, welche mit Schüssen blockweise Löcher im Kegel freilegen kann, um schließlich den Kegel zu durchqueren.

### Tanks
Der Spieler steuert aus der Draufsicht einen Panzer (englisch tank) durch ein Pac-Man-ähnliches Labyrinth und muss dabei gegnerische Panzer mit mehreren Kanonenschüssen zerstören, ohne selbst getroffen zu werden.

### Lichtrenner(Light Cycles)

Typisches Bild eines Lichtrenner-Spiels

Der Spieler betrachtet ein leeres, rechteckiges Feld – das Spielraster (oder auch kurz [der] Raster) – aus der Draufsicht, auf dem mehrere sogenannte Light Cycles fahren, welche in der deutschen Übersetzung (oder Synchron-Fassung) des Films Tron Lichtrenner genannt werden und die in ihrer Fahrt hinter sich Wände aus hartem Licht (auch Lichtmauern genannt) aufziehen. Die an Motorräder erinnernden Fahrzeuge können ihre Fahrtrichtung lediglich um einen rechten Winkel – ähnlich wie im Vorgänger Snake – ändern. Der Spieler muss nun mit dem eigenen Lichtrenner derart Wände hochziehen, dass alle anderen Lichtrenner von ihnen eingeschlossen werden und gegen die Wand fahren müssen. Der Spieler muss hierbei darauf achten, nicht selbst gegen eine Wand zu fahren. Dabei kann er Richtung und Geschwindigkeit des Lichtrenners steuern.
Dies ist das bekannteste der vier Spiele, auf welchem oft als gesamtes Tron-Spiel Bezug genommen wird. Von ihm existieren mehrere Software-Klone, so erschien beispielsweise auf dem Amiga zu Beginn der 1990er Jahre ein Klon mit dem Titel „Rasterbike“.

## Tron 2.0

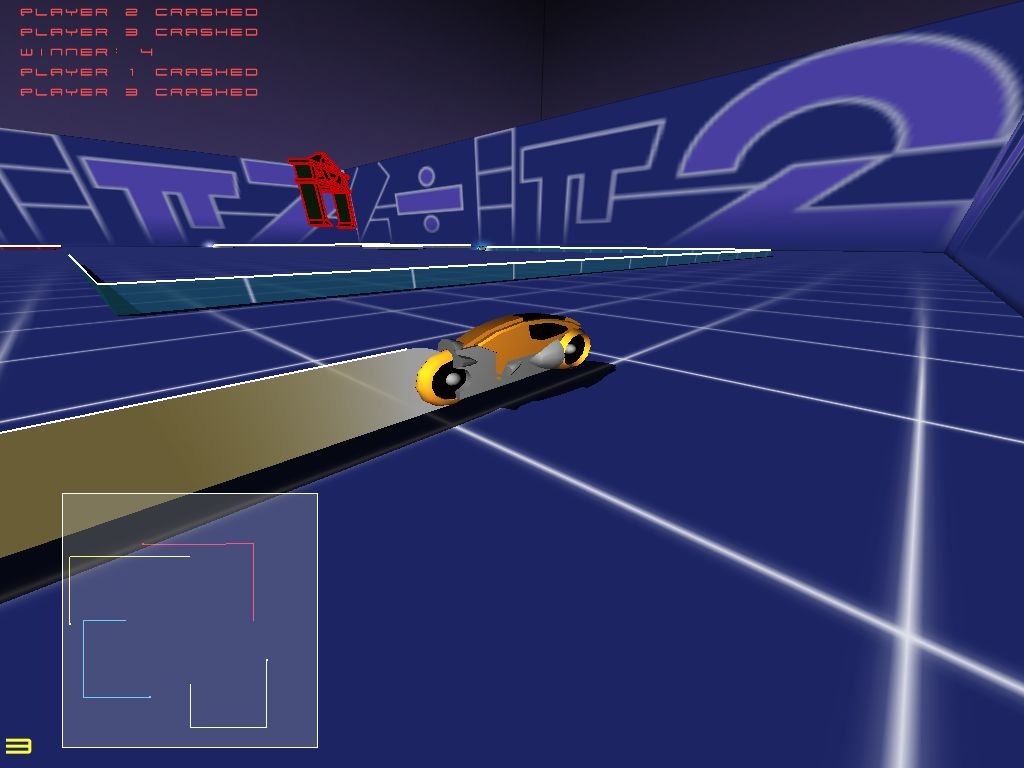
GLTron; im Vordergrund ein Lichtrenner und im Hintergrund ein sogenannter Deaktivierer

Tron 2.0 ist ein Computerspiel von Monolith, aufbauend auf der Handlung des Films aus den 1980er Jahren. Die verwendete 3D-Engine ist die sogenannte LithTech-Engine. Die Story zum Spiel stammt von Steven Lisberger, der auch das Drehbuch zum Film schrieb. Er selbst nennt Tron 2.0 den offiziellen Nachfolger des Films. Die Windows-Version erschien 2003, die Macintosh-Version 2004. Die Xbox- und Game-Boy-Advance-Versionen heißen Tron 2.0 Killer App.

### Spielprinzip
Obwohl das Spiel in erster Linie im Genre der Ego-Shooter angesiedelt ist, enthält es auch Rollenspielaspekte und Adventureelemente wie Rätsel und das Prinzip der Figurenentwicklung. Abschnittsweise enthält das Spiel auch sogenannte Lightspeeder-Rennen, eine 3D-Variante des ursprünglichen Lichträder-Rennens.
Das Spiel handelt von dem Menschen Jet, der durch den Forschungscomputer seines verschwundenen Vaters, einem System namens Ma3a, vollständig digitalisiert wird und sich daraufhin in einer von humanoiden Computerprogrammen bevölkerten Welt wiederfindet. Die Aufgabe besteht zunächst vordergründig darin, das Computersystem vor Angriffen durch einen Virus zu schützen. Die Handlung baut direkt auf den Geschehnissen des Films aus den 1980er Jahren auf und ist inhaltlich etwa 20 Jahre nach den damaligen Ereignissen angesiedelt.
In der US-Version des Spiels wird die Stimme des Charakters Alan Bradley von Bruce Boxleitner gesprochen, der bereits diese Rolle und die des Programmes Tron im Filmklassiker Tron spielte.

## Tron: Evolution
Im Dezember 2010 erschien Tron: Evolution für Windows, PS3, PSP und Xbox 360. Für Wii und Nintendo DS erschien Tron: Evolution – Battle Grids. Dieses Action-Adventure erzählt die Vorgeschichte des Films Tron: Legacy.

## Weitere Spiele
Weitere offizielle Spiele sind:
- Adventures of Tron (1982)
- Tron: Deadly Discs (1982)
- Tron: Maze-A-Tron (1982)
- Tron: Solar Sailer (1983)

Überdies erschienen viele weitere Spiele, die vor allem auf dem Lightcycle-Rennen basieren:
- Tron Light Cycles (1983, DOS-PC)
- ElecTron (1983, TRS-80)
- Kron (1984, TRS-80)
- Raster Bike (1988, Amiga)
- Tracers (1988, Amiga)
- Tron (1989, C64)
- Raster Runner (1989, C64)
- Light Cycles (1990, Atari ST)
- Corx (1991, Amiga)
- Kitron (1994, C64)
- Tron 95 (1995, Amiga)